# Colombia en la Copa Mundial de Fútbol de 2018
La selección de Colombia fue uno de los 32 equipos participantes en la Copa Mundial de Fútbol de 2018, torneo que se llevó a cabo del 14 de junio al 15 de julio en Rusia.
Colombia clasificó a su sexto mundial, el segundo consecutivo, con el técnico argentino José Néstor Pékerman. En esta ocasión las eliminatorias de la Conmebol estuvieron mucho más reñidas y la selección quedó ubicada en el cuarto lugar, por debajo de Brasil, Uruguay y Argentina, consiguiendo su clasificación en la última fecha luego de un empate con Perú.
En su primer partido, jugado el 19 de junio en el Mordovia Arena de Saransk, Colombia perdió 1:2 con Japón, luego de la expulsión en los primeros minutos de Carlos Sánchez. James Rodríguez, quien venía con molestias desde antes del mundial, no salió como titular en ese partido y entró a los 59 minutos, sin poder hacer mucho. Cinco días después, sin embargo, salió a jugar como inicialista el partido contra Polonia en el Kazán Arena de Kazán. Allí la selección jugó muy bien y venció a los polacos con un contundente 3:0.
Colombia finalmente selló su clasificación a la siguiente fase al derrotar a Senegal por 1:0 el 28 de junio en el Samara Arena de Samara, con un gol del defensa Yerry Mina. James salió como inicialista de nuevo, pero tuvo que ser sustituido a los 31 minutos y no pudo volver a jugar ningún partido del mundial.
En octavos de final, la selección tuvo que enfrentar a Inglaterra. El partido se llevó a cabo el 3 de julio en el Otkrytie Arena de Moscú y terminó 1:1 en el tiempo reglamentario, luego de un gol agónico de Yerry Mina que forzó el juego a tiempo extra. Tras mantener el empate, el partido se definió con lanzamientos desde el punto de penal. El arquero David Ospina detuvo el disparo de Jordan Henderson, pero Mateus Uribe y Carlos Bacca fallaron sus respectivos tiros, con lo que Inglaterra ganó la tanda 4:3 y eliminó a Colombia del Mundial.
Al final, la selección terminó 9° en el ranking.

## Clasificación

### Proceso de clasificación
La selección selló su clasificación al empatar 1-1 ante Perú en Lima, en la última fecha de las eliminatorias sudamericanas. Culminó su participación en el cuarto lugar con 27 puntos +2 goles de diferencia.

### Tabla de posiciones
| Pos. | Selección | Pts. | PJ | G  | E | P  | GF | GC | Dif. |
| ---- | --------- | ---- | -- | -- | - | -- | -- | -- | ---- |
| 1.   | Brasil    | 41   | 18 | 12 | 5 | 1  | 41 | 11 | 30   |
| 2.   | Uruguay   | 31   | 18 | 9  | 4 | 5  | 32 | 20 | 12   |
| 3.   | Argentina | 28   | 18 | 7  | 7 | 4  | 19 | 16 | 3    |
| 4.   | Colombia  | 27   | 18 | 7  | 6 | 5  | 21 | 19 | 2    |
| 5.   | Perú      | 26   | 18 | 7  | 5 | 6  | 27 | 26 | 1    |
| 6.   | Chile     | 26   | 18 | 8  | 2 | 8  | 26 | 27 | -1   |
| 7.   | Paraguay  | 24   | 18 | 7  | 3 | 8  | 19 | 25 | -6   |
| 8.   | Ecuador   | 20   | 18 | 6  | 2 | 10 | 26 | 29 | -3   |
| 9.   | Bolivia   | 14   | 18 | 4  | 2 | 12 | 16 | 38 | -22  |
| 10.  | Venezuela | 12   | 18 | 2  | 6 | 10 | 19 | 35 | -16  |

### Partidos

#### Primera vuelta
| Jornada   | Fecha                   | Estadio                        | Local    |                     | Resultado |                      | Visitante |
| --------- | ----------------------- | ------------------------------ | -------- | ------------------- | --------- | -------------------- | --------- |
| Jornada 1 | 8 de octubre de 2015    | Metropolitano, Barranquilla    | Colombia | Bandera de Colombia | 2:0 (1:0) | Bandera de Perú      | Perú      |
| Jornada 2 | 13 de octubre de 2015   | Centenario, Montevideo         | Uruguay  | Bandera de Uruguay  | 3:0 (1:0) | Bandera de Colombia  | Colombia  |
| Jornada 3 | 12 de noviembre de 2015 | Nacional de Chile, Santiago    | Chile    | Bandera de Chile    | 1:1 (1:0) | Bandera de Colombia  | Colombia  |
| Jornada 4 | 17 de noviembre de 2015 | Metropolitano, Barranquilla    | Colombia | Bandera de Colombia | 0:1 (0:1) | Bandera de Argentina | Argentina |
| Jornada 5 | 24 de marzo de 2016     | Hernando Siles, La Paz         | Bolivia  | Bandera de Bolivia  | 2:3 (0:2) | Bandera de Colombia  | Colombia  |
| Jornada 6 | 29 de marzo de 2016     | Metropolitano, Barranquilla    | Colombia | Bandera de Colombia | 3:1 (1:0) | Bandera de Ecuador   | Ecuador   |
| Jornada 7 | 1 de septiembre de 2016 | Metropolitano, Barranquilla    | Colombia | Bandera de Colombia | 2:0 (1:0) | Bandera de Venezuela | Venezuela |
| Jornada 8 | 6 de septiembre de 2016 | Arena da Amazônia, Manaus      | Brasil   | Bandera de Brasil   | 2:1 (1:1) | Bandera de Colombia  | Colombia  |
| Jornada 9 | 6 de octubre de 2016    | Defensores del Chaco, Asunción | Paraguay | Bandera de Paraguay | 0:1 (0:0) | Bandera de Colombia  | Colombia  |

#### Segunda vuelta
| Jornada    | Fecha                   | Estadio                     | Local     |                      | Resultado |                     | Visitante |
| ---------- | ----------------------- | --------------------------- | --------- | -------------------- | --------- | ------------------- | --------- |
| Jornada 10 | 11 de octubre de 2016   | Metropolitano, Barranquilla | Colombia  | Bandera de Colombia  | 2:2 (1:1) | Bandera de Uruguay  | Uruguay   |
| Jornada 11 | 10 de noviembre de 2016 | Metropolitano, Barranquilla | Colombia  | Bandera de Colombia  | 0:0       | Bandera de Chile    | Chile     |
| Jornada 12 | 15 de noviembre de 2016 | Bicentenario, San Juan      | Argentina | Bandera de Argentina | 3:0 (2:0) | Bandera de Colombia | Colombia  |
| Jornada 13 | 23 de marzo de 2017     | Metropolitano, Barranquilla | Colombia  | Bandera de Colombia  | 1:0 (0:0) | Bandera de Bolivia  | Bolivia   |
| Jornada 14 | 28 de marzo de 2017     | Olímpico Atahualpa, Quito   | Ecuador   | Bandera de Ecuador   | 0:2 (0:2) | Bandera de Colombia | Colombia  |
| Jornada 15 | 31 de agosto de 2017    | Pueblo Nuevo, San Cristóbal | Venezuela | Bandera de Venezuela | 0:0       | Bandera de Colombia | Colombia  |
| Jornada 16 | 5 de septiembre de 2017 | Metropolitano, Barranquilla | Colombia  | Bandera de Colombia  | 1:1 (0:1) | Bandera de Brasil   | Brasil    |
| Jornada 17 | 5 de octubre de 2017    | Metropolitano, Barranquilla | Colombia  | Bandera de Colombia  | 1:2 (0:0) | Bandera de Paraguay | Paraguay  |
| Jornada 18 | 10 de octubre de 2017   | Nacional, Lima              | Perú      | Bandera de Perú      | 1:1 (0:0) | Bandera de Colombia | Colombia  |

### Goleadores
| Jugador                 | Posición      | Goles |
| ----------------------- | ------------- | ----- |
| James Rodríguez         | Mediocampista | 6     |
| Carlos Bacca            | Delantero     | 3     |
| Edwin Cardona           | Mediocampista | 3     |
| Radamel Falcao García   | Delantero     | 2     |
| Teófilo Gutiérrez       | Delantero     | 1     |
| Sebastián Pérez         | Mediocampista | 1     |
| Macnelly Torres         | Mediocampista | 1     |
| Abel Aguilar            | Mediocampista | 1     |
| Yerry Mina              | Defensa       | 1     |
| Juan Guillermo Cuadrado | Mediocampista | 1     |
| Marquinhos              | Autogol       | 1     |

## Preparación

### Amistosos previos
| 10 de noviembre de 2017, 19:45 (UTC+9) | Corea del Sur         | 2:1 (1:0) | Colombia   | Estadio Mundialista de Suwon, Suwon, Corea del Sur      |                                                         |
|                                        | Son Heung-Min 11' 61' | Reporte   | Zapata 76' | Asistencia: 38,000 espectadores Árbitro(s): Chris Beath | Asistencia: 38,000 espectadores Árbitro(s): Chris Beath |

|  |  |

| 14 de noviembre de 2017, 19:15 (UTC+8) | China | 0:4 (0:1) | Colombia                             | Centro Olímpico de Chongqing, Chongqing, China          |                                                         |
|                                        |       | Reporte   | Pardo 4' · Borja 65' 90' · Bacca 60' | Asistencia: 32,000 espectadores Árbitro(s): Jumpei Iida | Asistencia: 32,000 espectadores Árbitro(s): Jumpei Iida |

|  |  |

| 23 de marzo de 2018, 22:00 (UTC+2) | Francia                | 2:3 (2:1) | Colombia                               | Stade de France, Saint-Denis, Francia                     |                                                           |
|                                    | Giroud 11' · Lemar 26' | Reporte   | Muriel 28' · Falcao 62' · Quintero 85' | Asistencia: 81 230 espectadores Árbitro(s): Mark Kelermin | Asistencia: 81 230 espectadores Árbitro(s): Mark Kelermin |

|  |  |

| 27 de marzo de 2018, 20:00 (UTC+1) | Australia | 0:0     | Colombia | Craven Cottage, Londres, Inglaterra                      |                                                          |
|                                    |           | Reporte |          | Asistencia: 25 000 espectadores Árbitro(s): Bobby Madley | Asistencia: 25 000 espectadores Árbitro(s): Bobby Madley |

|  |  |

| 1 de junio de 2018, 19:30 (UTC+1) | Egipto | 0:0     | Colombia | Estadio Atleti Azzurri d'Italia, Bérgamo, Italia           |                                                            |
|                                   |        | Reporte |          | Asistencia: 3 883 espectadores Árbitro(s): Paolo Mazzoleni | Asistencia: 3 883 espectadores Árbitro(s): Paolo Mazzoleni |

|  |  |

## Lista de convocados
El 15 de mayo de 2018, a través de las redes sociales de la Federación Colombiana de Fútbol, se hizo pública la convocatoria preliminar de treinta y cinco jugadores de cara al campeonato, que posteriormente fue reducida a 23 jugadores en la lista oficial el 2 de junio.  El 9 de junio, Frank Fabra sufrió una rotura de ligamentos, en la rodilla izquierda y se perderá el certamen, por lo que fue reemplazado por Farid Díaz en la nómina.
| 1     | David Ospina            | Portero           | 29 años       | 85            | 0             | Arsenal                |               |               |
| 12    | Camilo Vargas           | Portero           | 29 años       | 5             | 0             | Deportivo Cali         |               |               |
| 22    | José Fernando Cuadrado  | Portero           | 32 años       | 1             | 0             | Once Caldas            |               |               |
| 2     | Cristian Zapata         | Central Derecho   | 31 años       | 55            | 2             | Milan                  |               |               |
| 3     | Óscar Murillo           | Central Izquierdo | 30 años       | 12            | 0             | Pachuca                |               |               |
| 4     | Santiago Arias          | Lateral derecho   | 26 años       | 40            | 0             | PSV Eindhoven          |               |               |
| 13    | Yerry Mina              | Central Derecho   | 23 años       | 11            | 3             | Barcelona              |               |               |
| 18    | Farid Díaz              | Lateral izquierdo | 34 años       | 13            | 0             | Club Olimpia           |               |               |
| 23    | Davinson Sánchez        | Central Derecho   | 22 años       | 8             | 0             | Tottenham Hotspur      |               |               |
| 17    | Johan Mojica            | Lateral izquierdo | 25 años       | 3             | 1             | Girona                 |               |               |
| 5     | Wilmar Barrios          | Volante mixto     | 24 años       | 10            | 0             | Boca Juniors           |               |               |
| 6     | Carlos Sánchez 3º       | Volante de marca  | 32 años       | 84            | 0             | Espanyol               |               |               |
| 8     | Abel Aguilar            | Volante mixto     | 33 años       | 70            | 7             | Deportivo Cali         |               |               |
| 10    | James Rodríguez 2º      | Volante creativo  | 26 años       | 62            | 21            | Bayern Munich          |               |               |
| 20    | Juan Fernando Quintero  | Volante creativo  | 25 años       | 14            | 2             | River Plate            |               |               |
| 15    | Mateus Uribe            | Volante ofensivo  | 27 años       | 7             | 0             | Club América           |               |               |
| 16    | Jefferson Lerma         | Volante de marca  | 23 años       | 4             | 0             | Levante                |               |               |
| 11    | Juan Guillermo Cuadrado | Volante ofensivo  | 29 años       | 69            | 7             | Juventus               |               |               |
| 7     | Carlos Bacca            | Centro Delantero  | 31 años       | 44            | 14            | Villarreal             |               |               |
| 9     | Radamel Falcao          | Centro Delantero  | 32 años       | 72            | 29            | A.S.Mónaco             |               |               |
| 14    | Luis Muriel             | Extremo           | 27 años       | 18            | 2             | Sevilla                |               |               |
| 19    | Miguel Borja            | Centro Delantero  | 25 años       | 6             | 2             | Palmeiras              |               |               |
| 21    | José Izquierdo          | Extremo           | 25 años       | 4             | 1             | Brighton & Hove Albion |               |               |
| D. T. | José Pekerman           | José Pekerman     | José Pekerman | José Pekerman | José Pekerman | José Pekerman          | José Pekerman | José Pekerman |

| - | Iván Arboleda              | Portero           | 22 años | 0  | 0  | Banfield         |
| - | Bernardo Espinosa          | Central Izquierdo | 28 años | 0  | 0  | Girona           |
| - | Stefan Medina              | Lateral derecho   | 26 años | 11 | 0  | Monterrey        |
| - | William Tesillo            | Central Izquierdo | 28 años | 3  | 0  | Club León        |
| - | Frank Fabra (Desconvocado) | Lateral izquierdo | 27 años | 18 | 1  | Boca Juniors     |
| - | Pablo Armero               | Lateral izquierdo | 31 años | 67 | 2  | América          |
| - | Giovanni Moreno            | Volante creativo  | 31 años | 22 | 3  | Shanghái Shenhua |
| - | Gustavo Cuéllar            | Volante de marca  | 25 años | 3  | 0  | Flamengo         |
| - | Sebastián Pérez            | Volante mixto     | 25 años | 8  | 1  | Boca Juniors     |
| - | Edwin Cardona              | Volante ofensivo  | 25 años | 31 | 5  | Boca Juniors     |
| - | Yimmi Chará                | Extremo           | 27 años | 7  | 0  | Junior           |
| - | Duván Zapata               | Centro Delantero  | 27 años | 5  | 0  | Sampdoria        |
| - | Teófilo Gutiérrez          | Centro Delantero  | 33 años | 52 | 15 | Junior           |

## Participación

### Primera fase
| Selección | Pts | PJ | PG | PE | PP | GF | GC | Dif |
| --------- | --- | -- | -- | -- | -- | -- | -- | --- |
| Colombia  | 6   | 3  | 2  | 0  | 1  | 5  | 2  | 3   |
| Japón1    | 4   | 3  | 1  | 1  | 1  | 4  | 4  | 0   |
| Senegal   | 4   | 3  | 1  | 1  | 1  | 4  | 4  | 0   |
| Polonia   | 3   | 3  | 1  | 0  | 2  | 2  | 5  | -3  |

#### Colombia - Japón
| 19 de junio de 2018 | Colombia     | 1:2 (1:1) | Japón                        | Mordovia Arena, Saransk                                   |                                                           |
| 15:00 MSK (UTC+3)   | Quintero 39' | Reporte   | Kagawa 6' (pen.) · Osako 73' | Asistencia: 40 842 espectadores Árbitro(s): Damir Skomina | Asistencia: 40 842 espectadores Árbitro(s): Damir Skomina |

|  | Bandera de Colombia |  | Bandera de Japón |  |
|  | ------------------- |  | ---------------- |  |

| GK            | 1  | David Ospina           |     |     |
| RB            | 4  | Santiago Arias         |     |     |
| CB            | 23 | Dávinson Sánchez       |     |     |
| CB            | 3  | Óscar Murillo          |     |     |
| LB            | 17 | Johan Mojica           |     |     |
| CM            | 6  | Carlos Sánchez         | 3'  |     |
| CM            | 16 | Jefferson Lerma        |     |     |
| RW            | 11 | Juan Cuadrado          |     | 31' |
| AM            | 20 | Juan Fernando Quintero |     | 59' |
| LW            | 21 | José Izquierdo         |     | 70' |
| CF            | 9  | Radamel Falcao         |     |     |
| Cambios:      |    |                        |     |     |
| MF            | 5  | Wilmar Barrios         | 64' | 31' |
| MF            | 10 | James Rodríguez        | 86' | 59' |
| FW            | 7  | Carlos Bacca           |     | 70' |
| Entrenador:   |    |                        |     |     |
| José Pékerman |    |                        |     |     |

| GK            | 1  | Eiji Kawashima   | 90+4' |     |
| RB            | 19 | Hiroki Sakai     |       |     |
| CB            | 22 | Maya Yoshida     |       |     |
| CB            | 3  | Gen Shoji        |       |     |
| LB            | 5  | Yuto Nagatomo    |       |     |
| CM            | 17 | Makoto Hasebe    |       |     |
| CM            | 7  | Gaku Shibasaki   |       | 80' |
| RW            | 8  | Genki Haraguchi  |       |     |
| AM            | 10 | Shinji Kagawa    |       | 70' |
| LW            | 14 | Takashi Inui     |       |     |
| CF            | 15 | Yūya Ōsako       |       | 85' |
| Cambios:      |    |                  |       |     |
| MF            | 4  | Keisuke Honda    |       | 70' |
| MF            | 16 | Hotaru Yamaguchi |       | 80' |
| FW            | 9  | Shinji Okazaki   |       | 85' |
| Entrenador:   |    |                  |       |     |
| Akira Nishino |    |                  |       |     |

| Jugador del Partido: Yūya Ōsako Árbitros asistentes: Jure Praprotnik Robert Vukan Cuarto árbitro: Mehdi Abid Charef Quinto árbitro: Anouar Hmila Árbitro asistente de video: Danny Makkelie Árbitros asistentes del árbitro asistente de video: Bastian Dankert Sander van Roekel Felix Zwayer |

#### Polonia - Colombia
| 24 de junio de 2018, 21:00 (UTC+3) | Polonia | 0:3 (0:1) | Colombia                             | Kazán Arena, Kazán                                             |                                                                |
|                                    |         | Reporte   | Mina 40' · Falcao 70' · Cuadrado 75' | Asistencia: 42 873 espectadores Árbitro(s): César Arturo Ramos | Asistencia: 42 873 espectadores Árbitro(s): César Arturo Ramos |

|  | Bandera de Polonia |  | Bandera de Colombia |  |
|  | ------------------ |  | ------------------- |  |

| GK           | 1  | Wojciech Szczęsny   |     |     |
| CB           | 20 | Łukasz Piszczek     |     |     |
| CB           | 5  | Jan Bednarek        | 61' |     |
| CB           | 2  | Michał Pazdan       |     | 80' |
| RM           | 18 | Bartosz Bereszyński |     | 72' |
| CM           | 10 | Grzegorz Krychowiak |     |     |
| CM           | 6  | Jacek Góralski      | 85' |     |
| LM           | 13 | Maciej Rybus        |     |     |
| RF           | 19 | Piotr Zieliński     |     |     |
| CF           | 9  | Robert Lewandowski  |     |     |
| LF           | 23 | Dawid Kownacki      |     | 57' |
| Cambios:     |    |                     |     |     |
| MF           | 11 | Kamil Grosicki      |     | 57' |
| FW           | 14 | Łukasz Teodorczyk   |     | 72' |
| DF           | 15 | Kamil Glik          |     | 80' |
| Entrenador:  |    |                     |     |     |
| Adam Nawałka |    |                     |     |     |

| GK            | 1  | David Ospina           |  |     |
| RB            | 4  | Santiago Arias         |  |     |
| CB            | 23 | Dávinson Sánchez       |  |     |
| CB            | 13 | Yerry Mina             |  |     |
| LB            | 17 | Johan Mojica           |  |     |
| CM            | 8  | Abel Aguilar           |  | 32' |
| CM            | 5  | Wilmar Barrios         |  |     |
| RW            | 11 | Juan Cuadrado          |  |     |
| AM            | 20 | Juan Fernando Quintero |  | 73' |
| LW            | 10 | James Rodríguez        |  |     |
| CF            | 9  | Radamel Falcao         |  | 78' |
| Cambios:      |    |                        |  |     |
| MF            | 15 | Mateus Uribe           |  | 32' |
| MF            | 16 | Jefferson Lerma        |  | 73' |
| FW            | 7  | Carlos Bacca           |  | 78' |
| Entrenador:   |    |                        |  |     |
| José Pékerman |    |                        |  |     |

| Jugador del Partido: James Rodríguez Árbitros asistentes: Marvin Torrentera Miguel Hernández Cuarto árbitro: Julio Bascuñán Quinto árbitro: Christian Schiemann Árbitro asistente de video: Mauro Vigliano Árbitros asistentes del árbitro asistente de video: Gery Vargas Roberto Díaz Pérez Daniele Orsato |

#### Senegal - Colombia
| 28 de junio de 2018, 18:00 (UTC+4) | Senegal | 0:1 (0:0) | Colombia | Samara Arena, Samara                                      |                                                           |
|                                    |         | Reporte   | Mina 74' | Asistencia: 41 970 espectadores Árbitro(s): Milorad Mažić | Asistencia: 41 970 espectadores Árbitro(s): Milorad Mažić |

|  | Bandera de Senegal |  | Bandera de Colombia |  |
|  | ------------------ |  | ------------------- |  |

| GK          | 16 | Khadim N'Diaye    |     |     |
| RB          | 21 | Lamine Gassama    |     |     |
| CB          | 6  | Salif Sané        |     |     |
| CB          | 3  | Kalidou Koulibaly |     |     |
| LB          | 12 | Youssouf Sabaly   |     | 74' |
| RM          | 18 | Ismaïla Sarr      |     |     |
| CM          | 8  | Cheikhou Kouyaté  |     |     |
| CM          | 5  | Idrissa Gueye     |     |     |
| LM          | 10 | Sadio Mané        |     |     |
| CF          | 20 | Keita Baldé       |     | 80' |
| CF          | 19 | M'Baye Niang      | 51' | 86' |
| Cambios:    |    |                   |     |     |
| DF          | 22 | Moussa Wagué      |     | 74' |
| FW          | 14 | Moussa Konaté     |     | 80' |
| FW          | 15 | Diafra Sakho      |     | 86' |
| Entrenador: |    |                   |     |     |
| Aliou Cissé |    |                   |     |     |

| GK            | 1  | David Ospina           |     |     |
| RB            | 4  | Santiago Arias         |     |     |
| CB            | 23 | Dávinson Sánchez       |     |     |
| CB            | 13 | Yerry Mina             |     |     |
| LB            | 17 | Johan Mojica           | 45' |     |
| CM            | 15 | Mateus Uribe           |     | 83' |
| CM            | 6  | Carlos Sánchez         |     |     |
| RW            | 11 | Juan Cuadrado          |     |     |
| AM            | 20 | Juan Fernando Quintero |     |     |
| LW            | 10 | James Rodríguez        |     | 31' |
| CF            | 9  | Radamel Falcao         |     | 89' |
| Cambios:      |    |                        |     |     |
| FW            | 14 | Luis Muriel            |     | 31' |
| MF            | 16 | Jefferson Lerma        |     | 83' |
| FW            | 19 | Miguel Borja           |     | 89' |
| Entrenador:   |    |                        |     |     |
| José Pékerman |    |                        |     |     |

| Jugador del Partido: Yerry Mina Árbitros asistentes: Milovan Ristić Dalibor Đurđević Cuarto árbitro: Bamlak Tessema Weyesa Quinto árbitro: Hasan Al Mahri Árbitro asistente de video: Danny Makkelie Árbitros asistentes del árbitro asistente de video: Bastian Dankert Elenito Di Liberatore Gianluca Rocchi |

### Segunda fase

#### Octavos de final
| 3 de julio de 2018                                                       | Colombia                                   | 1:1 (1:1, 0:0) (t. s.)(3:4 p.) | Inglaterra                                    | Otkrytie Arena, Moscú                                   |                                                         |
| 21:00 MSK (UTC+3)                                                        | Mina 90+3'                                 | Reporte                        | Kane 57' (pen.)                               | Asistencia: 44 190 espectadores Árbitro(s): Mark Geiger | Asistencia: 44 190 espectadores Árbitro(s): Mark Geiger |
|                                                                          |                                            | Tiros desde el punto penal     |                                               |                                                         |                                                         |
|                                                                          | Falcao · Cuadrado · Muriel · Uribe · Bacca |                                | Kane · Rashford · Henderson · Trippier · Dier |                                                         |                                                         |
| Primer triunfo de Inglaterra en una definición por penales en mundiales. |                                            |                                |                                               |                                                         |                                                         |

|  | Bandera de Colombia |  | Bandera de Inglaterra |  |
|  | ------------------- |  | --------------------- |  |

| POR           | 1  | David Ospina           |      |      |
| DEF           | 4  | Santiago Arias         | 52'  | 116' |
| DEF           | 13 | Yerry Mina             |      |      |
| DEF           | 23 | Dávinson Sánchez       |      |      |
| DEF           | 17 | Johan Mojica           |      |      |
| MED           | 5  | Wilmar Barrios         | 41'  |      |
| MED           | 6  | Carlos Sánchez         | 54'  | 79'  |
| MED           | 16 | Jefferson Lerma        |      | 61'  |
| DEL           | 11 | Juan Cuadrado          | 118' |      |
| DEL           | 20 | Juan Fernando Quintero |      | 88'  |
| DEL           | 9  | Radamel Falcao         | 63'  |      |
| Cambios:      |    |                        |      |      |
| DEL           | 7  | Carlos Bacca           | 64'  | 61'  |
| MED           | 15 | Mateus Uribe           |      | 79'  |
| DEL           | 14 | Luis Muriel            |      | 88'  |
| DEF           | 2  | Cristián Zapata        |      | 116' |
| Entrenador:   |    |                        |      |      |
| José Pékerman |    |                        |      |      |

| POR              | 1  | Jordan Pickford  |     |      |
| DEF              | 2  | Kyle Walker      |     | 113' |
| DEF              | 5  | John Stones      |     |      |
| DEF              | 6  | Harry Maguire    |     |      |
| MED              | 8  | Jordan Henderson | 56' |      |
| MED              | 20 | Dele Alli        |     | 81'  |
| MED              | 7  | Jesse Lingard    | 69' |      |
| MED              | 12 | Kieran Trippier  |     |      |
| MED              | 18 | Ashley Young     |     | 102' |
| DEL              | 10 | Raheem Sterling  |     | 88'  |
| DEL              | 9  | Harry Kane       |     |      |
| Cambios:         |    |                  |     |      |
| MED              | 4  | Eric Dier        |     | 81'  |
| DEL              | 11 | Jamie Vardy      |     | 88'  |
| MED              | 3  | Danny Rose       |     | 102' |
| DEF              | 19 | Marcus Rashford  |     | 113' |
| Entrenador:      |    |                  |     |      |
| Gareth Southgate |    |                  |     |      |

| Jugador del Partido: Harry Kane Árbitros asistentes: Joe Fletcher Frank Anderson Cuarto árbitro: Matthew Conger Árbitro asistente de video: Danny Makkelie Árbitros asistentes del árbitro asistente de video: Carlos Astroza Paweł Gil Mauro Vigliano |

## Estadísticas

#### Jugadores
| Jugador                | Japón       | Polonia     | Senegal     | Inglaterra  | MJ          | Anotado     | PJ          | PI          | Leyenda |
| ---------------------- | ----------- | ----------- | ----------- | ----------- | ----------- | ----------- | ----------- | ----------- | --- |
| Guardametas            | Guardametas | Guardametas | Guardametas | Guardametas | Guardametas | Guardametas | Guardametas | Guardametas | Abreviaciones y símbolos : MJ : Minutos jugados PJ : Partidos jugados PI : Partidos inicialista : Gol : entró : salió : Capitán : Tarjeta amarilla : Tarjeta roja |
| David Ospina           | 90          | 90          | 90          | 120         | 390         | -           | 4           | 4           | Abreviaciones y símbolos : MJ : Minutos jugados PJ : Partidos jugados PI : Partidos inicialista : Gol : entró : salió : Capitán : Tarjeta amarilla : Tarjeta roja |
| Camilo Vargas          | -           | -           | -           | -           | -           | -           | -           | -           | Abreviaciones y símbolos : MJ : Minutos jugados PJ : Partidos jugados PI : Partidos inicialista : Gol : entró : salió : Capitán : Tarjeta amarilla : Tarjeta roja |
| José Fernando Cuadrado | -           | -           | -           | -           | -           | -           | -           | -           | Abreviaciones y símbolos : MJ : Minutos jugados PJ : Partidos jugados PI : Partidos inicialista : Gol : entró : salió : Capitán : Tarjeta amarilla : Tarjeta roja |
| Defensas               |             |             |             |             |             |             |             |             | Abreviaciones y símbolos : MJ : Minutos jugados PJ : Partidos jugados PI : Partidos inicialista : Gol : entró : salió : Capitán : Tarjeta amarilla : Tarjeta roja |
| Cristián Zapata        | -           | -           | -           | 116         | 4           | -           | 1           | 0           | Abreviaciones y símbolos : MJ : Minutos jugados PJ : Partidos jugados PI : Partidos inicialista : Gol : entró : salió : Capitán : Tarjeta amarilla : Tarjeta roja |
| Óscar Murillo          | 90          | -           | -           | -           | 90          | -           | 1           | 1           | Abreviaciones y símbolos : MJ : Minutos jugados PJ : Partidos jugados PI : Partidos inicialista : Gol : entró : salió : Capitán : Tarjeta amarilla : Tarjeta roja |
| Santiago Arias         | 90          | 90          | 90          | 116         | 386         | -           | 4           | 4           | Abreviaciones y símbolos : MJ : Minutos jugados PJ : Partidos jugados PI : Partidos inicialista : Gol : entró : salió : Capitán : Tarjeta amarilla : Tarjeta roja |
| Yerry Mina             | -           | 90          | 90          | 120         | 300         | 3           | 3           | 3           | Abreviaciones y símbolos : MJ : Minutos jugados PJ : Partidos jugados PI : Partidos inicialista : Gol : entró : salió : Capitán : Tarjeta amarilla : Tarjeta roja |
| Johan Mojica           | 90          | 90          | 90          | 120         | 390         | -           | 4           | 4           | Abreviaciones y símbolos : MJ : Minutos jugados PJ : Partidos jugados PI : Partidos inicialista : Gol : entró : salió : Capitán : Tarjeta amarilla : Tarjeta roja |
| Farid Díaz             | -           | -           | -           | -           | -           | -           | -           | -           | Abreviaciones y símbolos : MJ : Minutos jugados PJ : Partidos jugados PI : Partidos inicialista : Gol : entró : salió : Capitán : Tarjeta amarilla : Tarjeta roja |
| Davinson Sánchez       | 90          | 90          | 90          | 120         | 390         | -           | 4           | 4           | Abreviaciones y símbolos : MJ : Minutos jugados PJ : Partidos jugados PI : Partidos inicialista : Gol : entró : salió : Capitán : Tarjeta amarilla : Tarjeta roja |
| Volantes               |             |             |             |             |             |             |             |             | Abreviaciones y símbolos : MJ : Minutos jugados PJ : Partidos jugados PI : Partidos inicialista : Gol : entró : salió : Capitán : Tarjeta amarilla : Tarjeta roja |
| Wilmar Barrios         | 31          | 90          | -           | 120         | 241         | -           | 2           | 1           | Abreviaciones y símbolos : MJ : Minutos jugados PJ : Partidos jugados PI : Partidos inicialista : Gol : entró : salió : Capitán : Tarjeta amarilla : Tarjeta roja |
| Carlos Sánchez         | 3           | -           | 90          | 80          | 173         | -           | 3           | 3           | Abreviaciones y símbolos : MJ : Minutos jugados PJ : Partidos jugados PI : Partidos inicialista : Gol : entró : salió : Capitán : Tarjeta amarilla : Tarjeta roja |
| Abel Aguilar           | -           | 32          | -           | -           | 32          | -           | 1           | 1           | Abreviaciones y símbolos : MJ : Minutos jugados PJ : Partidos jugados PI : Partidos inicialista : Gol : entró : salió : Capitán : Tarjeta amarilla : Tarjeta roja |
| James Rodríguez        | 59          | 90          | 31          | -           | 152         | -           | 3           | 2           | Abreviaciones y símbolos : MJ : Minutos jugados PJ : Partidos jugados PI : Partidos inicialista : Gol : entró : salió : Capitán : Tarjeta amarilla : Tarjeta roja |
| Juan Cuadrado          | 31          | 90          | 90          | 120         | 331         | 1           | 4           | 4           | Abreviaciones y símbolos : MJ : Minutos jugados PJ : Partidos jugados PI : Partidos inicialista : Gol : entró : salió : Capitán : Tarjeta amarilla : Tarjeta roja |
| Mateus Uribe           | -           | 58          | 83          | 79          | 156         | -           | 3           | 1           | Abreviaciones y símbolos : MJ : Minutos jugados PJ : Partidos jugados PI : Partidos inicialista : Gol : entró : salió : Capitán : Tarjeta amarilla : Tarjeta roja |
| Jefferson Lerma        | 90          | 73          | 83          | 61          | 175         | -           | 4           | 2           | Abreviaciones y símbolos : MJ : Minutos jugados PJ : Partidos jugados PI : Partidos inicialista : Gol : entró : salió : Capitán : Tarjeta amarilla : Tarjeta roja |
| Juan Fernando Quintero | 59          | 73          | 90          | 88          | 310         | 1           | 4           | 4           | Abreviaciones y símbolos : MJ : Minutos jugados PJ : Partidos jugados PI : Partidos inicialista : Gol : entró : salió : Capitán : Tarjeta amarilla : Tarjeta roja |
| Delanteros             |             |             |             |             |             |             |             |             | Abreviaciones y símbolos : MJ : Minutos jugados PJ : Partidos jugados PI : Partidos inicialista : Gol : entró : salió : Capitán : Tarjeta amarilla : Tarjeta roja |
| Carlos Bacca           | 70          | 78          | -           | 61          | 91          | -           | 3           | -           | Abreviaciones y símbolos : MJ : Minutos jugados PJ : Partidos jugados PI : Partidos inicialista : Gol : entró : salió : Capitán : Tarjeta amarilla : Tarjeta roja |
| Radamel Falcao         | 90          | 78          | 89          | 120         | 377         | 1           | 4           | 4           | Abreviaciones y símbolos : MJ : Minutos jugados PJ : Partidos jugados PI : Partidos inicialista : Gol : entró : salió : Capitán : Tarjeta amarilla : Tarjeta roja |
| Luis Muriel            | -           | -           | 31          | 88          | 91          | -           | 2           | -           | Abreviaciones y símbolos : MJ : Minutos jugados PJ : Partidos jugados PI : Partidos inicialista : Gol : entró : salió : Capitán : Tarjeta amarilla : Tarjeta roja |
| Miguel Borja           | -           | -           | 1           | -           | 1           | -           | 1           | -           | Abreviaciones y símbolos : MJ : Minutos jugados PJ : Partidos jugados PI : Partidos inicialista : Gol : entró : salió : Capitán : Tarjeta amarilla : Tarjeta roja |
| José Izquierdo         | 70          | -           | -           | -           | 70          | -           | 1           | 1           | Abreviaciones y símbolos : MJ : Minutos jugados PJ : Partidos jugados PI : Partidos inicialista : Gol : entró : salió : Capitán : Tarjeta amarilla : Tarjeta roja |

#### Goleadores y asistentes
En la siguiente tabla se consignan los goleadores y asistentes de Colombia durante la competición:
Simbología:

: goles anotados.

Asis.: número de asistencias para gol.

: minutos jugados.

PJ: partidos jugados.

| Jugador                 | Goles anotados | Asis. | PJ | Minutos jugados |
| Yerry Mina              | 3              | 0     | 3  | 300'            |
| ----------------------- | -------------- | ----- | -- | --------------- |
| Juan Guillermo Cuadrado | 1              | 1     | 4  | 331'            |
| Juan Fernando Quintero  | 1              | 2     | 4  | 310'            |
| Radamel Falcao          | 1              | 0     | 4  | 377'            |
| James Rodríguez         | 0              | 2     | 3  | 152'            |

## Uniforme
Para la Copa Mundial de Fútbol de 2014 los uniformes de Colombia son confeccionados por la multinacional alemana Adidas. 
| Proveedor                | Proveedor |
| Ubicación                | Marca     |
| ------------------------ | --------- |
| Pecho, pantalón y medias | Adidas    |

#### Uniformes
| Uniforme                                                    | Jugadores de campo  | Jugadores de campo  | Entrenamiento | Entrenamiento |
| Uniforme                                                    | Titular             | Alternativo         | Primero       | Segundo       |
| ----------------------------------------------------------- | ------------------- | ------------------- | ------------- | ------------- |
| Imagen                                                      |                     |                     |               |               |
| Partidos utilizado                                          | 3                   | 1                   | -             | -             |
| Primer partido                                              | 19 de junio de 2018 | 24 de junio de 2018 | -             | -             |
| Último partido                                              | 3 de julio de 2018  | 24 de junio de 2018 | -             | -             |
| Actualizado al último partido jugado el: 3 de julio de 2018 |                     |                     |               |               |

#### Uniformes de arquero
| Uniforme                                                    | Arquero             | Arquero             | Arquero             |
| Uniforme                                                    | Primero             | Segundo             |                     |
| ----------------------------------------------------------- | ------------------- | ------------------- | ------------------- |
| Imagen                                                      |                     |                     |                     |
| Partidos utilizado                                          | 1                   | 1                   | 2                   |
| Primer partido                                              | 19 de junio de 2018 | 24 de junio de 2018 | 28 de junio de 2018 |
| Último partido                                              | 19 de junio de 2018 | 24 de junio de 2018 | 3 de julio de 2018  |
| Actualizado al ultimo partido jugado el: 3 de julio de 2018 |                     |                     |                     |